# Ptychomitrium drummondii
Ptychomitrium drummondii är en bladmossart som beskrevs av Sullivant och Lesquereux 1856. Ptychomitrium drummondii ingår i släktet atlantmossor, och familjen Ptychomitriaceae. Inga underarter finns listade i Catalogue of Life.